# Cogolin
Cogolin is een gemeente in het Franse departement Var (regio Provence-Alpes-Côte d'Azur) en telt 10.984 inwoners (2005). De plaats maakt deel uit van het arrondissement Draguignan.

## Geografie
De oppervlakte van Cogolin bedraagt 27,9 km², de bevolkingsdichtheid is 393,7 inwoners per km².
De onderstaande kaart toont de ligging van Cogolin met de belangrijkste infrastructuur en aangrenzende gemeenten.

## Demografie
Onderstaande figuur toont het verloop van het inwonertal (bron: INSEE-tellingen).